# 2015년 신협 상무 피닉스 야구단 시즌
2015년 신협 상무 피닉스 야구단 시즌은 상무 야구단이 KBO 퓨처스리그에 참가한 15번째 시즌이다. 이때부터 2016년까지는 '신협 상무 피닉스'라는 이름을 사용했다. 박치왕 감독이 팀을 이끌었다. 팀은 남부리그 4팀 중 1위에 올라 4년 연속으로 리그 우승을 차지했으며, 전체 12팀 중 승률 1위를 기록했다.

## 코치 및 프런트
- 구단주: 고명현
- 수석코치: 정보명
- 투수코치: 이승학
- 타격코치: 이영수
- 주루코치: 조재호
- 수비코치: 정보명
- 트레이닝코치: 민창호

## 타이틀
- 아시아 윈터 베이스볼 리그 3위: 송주은, 허건엽, 정현, 김희원, 이수민
- 출장(타자): 박세혁 (100)
- 타석: 박세혁 (429)
- 타수: 하주석 (355)
- 득점: 박세혁 (86)
- 안타: 하주석 (130)
- 3루타: 하주석 (11)
- 홈런: 한유섬 (21)
- 도루: 하주석 (41)
- 최소 삼진: 김선빈 (16)
- 다승: 김상수 (14)
- 세이브: 이용찬 (19)
- 홀드: 정영일 (17)
- 승률: 김상수 (0.824)
- 이닝: 김상수 (122)
- 탈삼진: 김상수 (127)
- 최소 피홈런: 김용주 (2)
- 최소 사구 허용: 김용주 (1)
- 남부리그 타율: 김선빈 (0.388)
- 남부리그 2루타: 박세혁, 하주석 (23)
- 남부리그 타점: 김헌곤, 박세혁 (73)
- 남부리그 볼넷: 박세혁 (60)
- 남부리그 사구: 한유섬 (15)
- 남부리그 장타율: 한유섬 (0.642)
- 남부리그 출루율: 김선빈 (0.468)
- 남부리그 평균자책점: 김상수 (3.02)
- 남부리그 출장(투수): 정영일 (51)

## 선수단
- 선발투수: 김상수, 문승원, 김용주, 김희원, 진명호, 김윤동, 김혁민
- 구원투수: 정영일, 강리호, 안규영, 허건엽, 송주은, 이수민, 임기영, 고원준
- 마무리투수: 이용찬
- 포수: 박세혁, 지재옥, 김민수, 김재민
- 내야수: 하주석, 정주현, 김선빈, 오선진, 김동한, 이원석, 김상호, 정현, 이상호
- 외야수: 김헌곤, 한유섬, 이우성, 박상혁, 강구성, 권희동

## 같이 보기
- 2016년 신협 상무 피닉스 야구단 시즌